# Columbianum andecola
Columbianum andecola är en mångfotingart som först beskrevs av Kraus 1954.  Columbianum andecola ingår i släktet Columbianum och familjen Siphonophoridae. Inga underarter finns listade i Catalogue of Life.